# Cladonia ceratophylla
Cladonia ceratophylla (Sw.) Spreng. (1827), è una specie di lichene appartenente al genere Cladonia,  dell'ordine Lecanorales.
Il nome proprio deriva dal greco κὲρας, κὲραος, kèras, kèraos, che significa corno, escrescenza, dal greco φύλλον fyllon, che significa foglia, fronda, alludendo alle suddivisioni rigide e strette degli apoteci.

## Caratteristiche fisiche
Il tallo è spesso, con ciglia bianche e marginali; i podezi sono spesso presenti, di norma subulati, e con squamule allungate, fragili e punteggiate verso il basso.
All'esame cromatografico è stato rilevato acido fumarprotocetrarico, completamente assente l'atranorina
Il fotobionte è principalmente un'alga verde delle Trentepohlia.

## Habitat
Rinvenuta su suolo

## Località di ritrovamento
La specie è stata rinvenuta nelle seguenti località:
- Brasile (Paraná, Rio Grande do Sul);
- India (Tamil Nadu);
- Argentina, Bolivia, Costa Rica, Guiana francese, Guyana, Oceania, Réunion, Suriname, Tristan da Cunha, Uruguay, Venezuela.

## Tassonomia
Questa specie appartiene alla sezione Helopodium, anche se secondo alcuni autori impropriamente in quanto la C. ceratophylla, la C. apodocarpa e la C. pityrophylla hanno alcune caratteristiche distinte dalle altre Helopodium; a tutto il 2008 non sono state identificate forme, sottospecie e varietà.